# Apatogen
Apatogen betyder något som inte framkallar sjukdom. Det är motsatsen till patogen. Ordet patogen kommer från grekiskans πάθος pathos, "lidande, passion" och γἰγνομαι (γεν-) gignomai (gen-), "att ge liv åt" och prefixet a som betyder inte.
Apatogener är mikroorganismer eller bakterier som inte orsakar sjukdom på den platsen de är på. Skulle den komma på fel plats i kroppen kan den bli patogen. Ett exempel på det är E. coli som finns naturligt i tarmen, men skapar infektioner i urinvägar och blodbanor med mera om den kommer på fel plats.